# 成澤幾波子
成澤 幾波子（ なりさわ きはこ、NARISAWA Kihako 1984年 - ）は、日本のダンサー、振付家、アーティストである。

## 略歴
神奈川県生まれ、東京都育ち。2005年からイタリア、アテルバレット（ Aterballetto、振付家 Mauro Bigonzetti マウロ・ビゴンゼッティ率いるダンス・カンパニー ）、ドイツ、ヘッセン州立劇場ヴィースバーデン・バレエ（ Hessische Staatstheater Wiesbaden - Ballett、振付家 Stephan Thoss シュテファン・トス率いるダンス・カンパニー ）、スイス、バーゼル劇場、バレエ・バーゼルを経て、2016年よりフリーランス。